# 大赛格多
大赛格多（学名：Parabarium tournieri）为夹竹桃科杜仲藤属下的一个种。

## 扩展阅读
- 維基物種上的相關：大赛格多